# Strmec pri Svetem Florijanu
Strmec pri Svetem Florijanu – słoweńska wieś w gminie Rogaška Slatina. W 2002 roku zamieszkiwana była przez 171 osób.